# Sant Sebastià màrtir
Sebastià (Narbona o Milà, ? - Roma, 288/304) fou un màrtir cristià, tradicionalment considerat, des de l'hagiografia, un soldat de la guàrdia imperial de l'emperador Dioclecià, convertit al cristianisme i martiritzat durant la Gran Persecució.
Molt conegut pel seu martiri, travessat amb nombroses fletxes, Sebastià
esdevingué un dels sants preferits per representar des del Renaixement,
amb l'aspecte d'un jove, a voltes amb trets femenins.
La seva festivitat es commemora el 20 de gener a les esglésies occidentals, i el 18 de desembre a les orientals.

## Vida i llegenda
Hi ha molt poques dades sobre la seva vida. Pràcticament, l'única font que en parla és el Depositio martyrum, llistat de màrtirs contingut en la Cronografia del 354. Aquesta, tanmateix, només diu que va ser enterrat a la Via Àpia. D'acord amb sant Ambròs de Milà (c.340-397), Sebastià nasqué a Milà, com una mena de justificació a la veneració que rebia el sant a la ciutat en la seva època, i després, durant el moment àlgid de la persecució de Dioclecià, va anar a Roma, on fou martiritzat. Hi ha unes actes de màrtir referents a Sebastià, no obstant això són escrits molt posteriors, redactats molt probablement a principis del segle v, i durant molt de temps atribuïdes erròniament a Ambròs.
Aquestes actes cal considerar-les com un relat hagiogràfic, sense cap mena de dubte fals, i, tanmateix, és una història que feu fortuna. La història relata, amb gran detall, que Sebastià era un home originari de Narbona que va esdevindre soldat de l'exèrcit romà fins a ascendir a capità, o un oficial de la guàrdia imperial, durant els regnats de Dioclecià i Maximià. Es va convertir en secret al cristianisme, esdevenint un home que animava als seus correligionaris en els moments més durs, realitzant actes d'amor i caritat envers tots ells; en destaca el cas dels germans diaques Marc i Marcel·lià. Explica també que aconseguí convèncer a molts de convertir-se, però alguns d'ells acabaven sent martiritzats.
El 286 es descobreix que és cristià, i Dioclecià acaba sent informat de les actuacions de Sebastià i n'ordena la immediata captura. Els intents de l'emperador que el soldat es retracti de la seva fe són en va. Empresonat, va coincidir a la presó amb dos germans, diaques, Marc i Marcel·lià, que també havien estat acusats de cristians. Els pares d'aquests, Tranquil·lí i Màrcia, van visitar-los intentant persuadir-los que abandonessin la seva fe i salvessin la vida. Sebastià, llavors, va parlar amb ells i va acabar convertint-los també al cristianisme, com també va fer amb Tiburci, fill del prefecte romà, i amb el soldat Nicòstrat i la seva muller Zoè. La llegenda diu que Zoè, que per una malaltia havia quedat muda feia sis anys, va recuperar la veu en convertir-se. Nicòstrat, llavors, va portar altres presoners a Sebastià i setze més van abraçar el cristianisme. Cromaci, l'oficial a càrrec de la presó i també convertit, va alliberar els presoners i va renunciar al seu càrrec, retirant-se al camp a Campània. Amb el temps, Marc i Marcel·lià, Nicòstrat i Zoè i el mateix Tiburci moririen com a màrtirs.
Sebastià es mantingué impassible, inflexible davant de llurs demandes. Aleshores, l'emperador va ordenar la seva execució, i ordenà que lliguessin al cristià en una post i que els arquers, d'origen maurità, li disparessin fletxes fins a la mort. Quan els arquers van donar-lo, finalment, per mort, apareix una dona vídua, Irene, que venia a recollir el cadàver per enterrar-lo però, per a la seva 
sorpresa, trobà al sant miraculosament viu i se l'endugué a casa per guarir les seves ferides. Tan aviat com s'hagué recuperat completament, Sebastià va anar a trobar a l'emperador per enfrontar-s'hi i li reprotxà la seva conducta impia. Sense fer cas a les acusacions del cristià, Dioclecià va ordenar la seva captura a l'instant, i manà que se l'enduguessin i que fos executat, aquesta vegada a bastonades. El nou càstig significa finalment la mort de Sebastià.
Després de la seva execució, el seu cadàver és llençat a 
les clavegueres; aleshores l'esperit de Sebastià s'apareix en el somni d'una matrona pietosa, Lucina, que és l'encarregada de trobar el cos del 
sant i enterrar-lo en les catacumbes prop d'on hi havia els vestigis d'època apostòlica, a la Via Àpia.

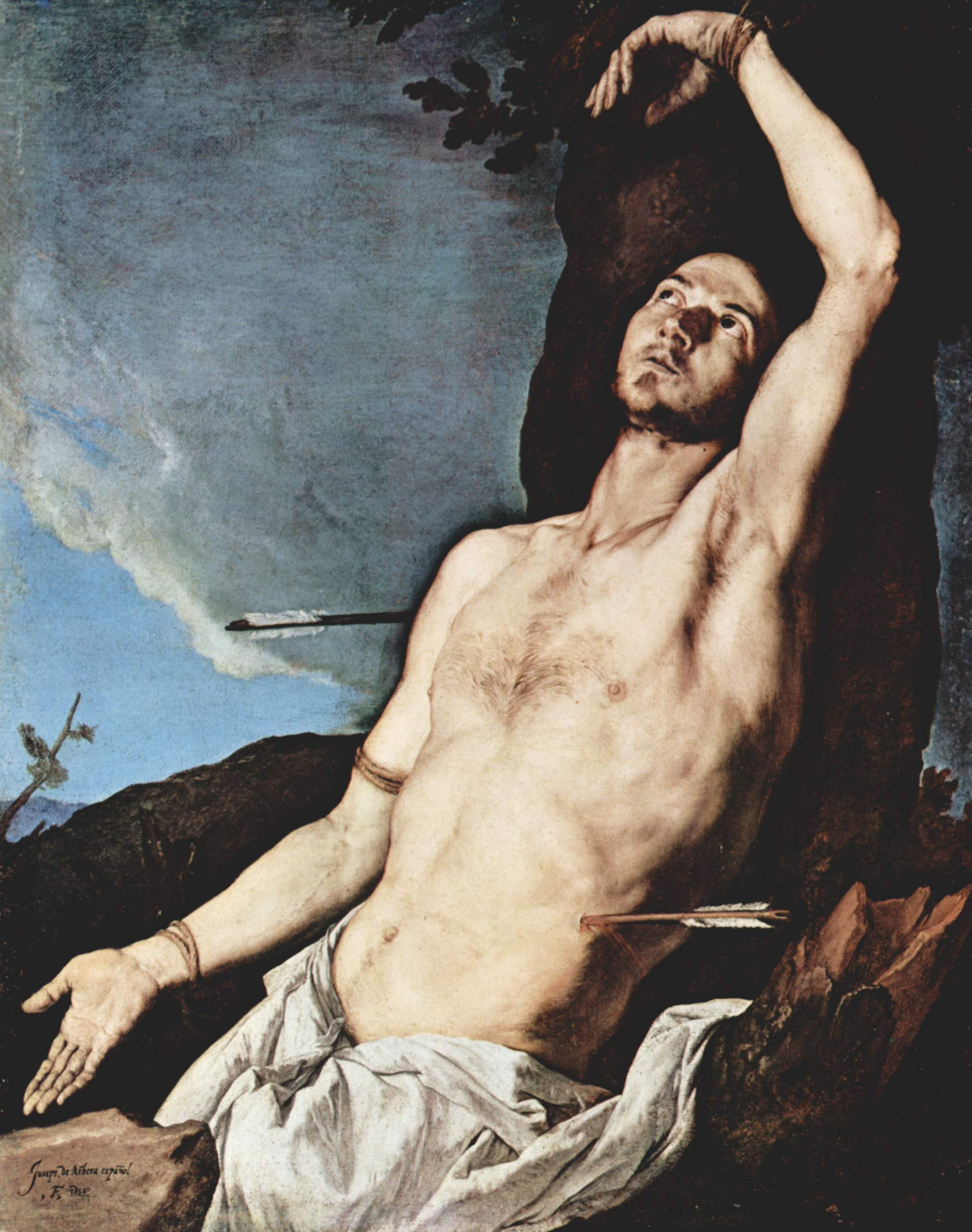
Pintura per Josep de Ribera, 1651 (Nàpols, Museo di Capodimonte)
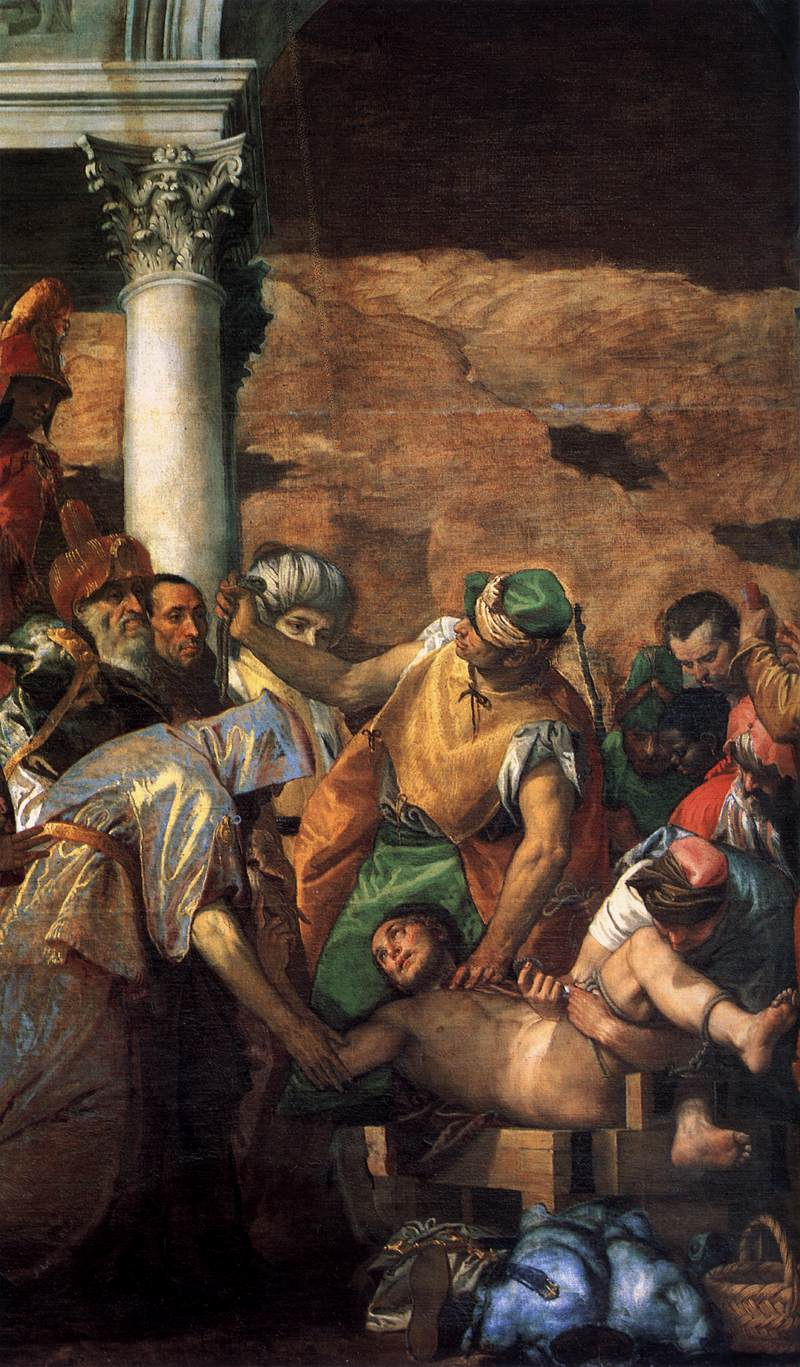
El sant flagel·lat abans del martiri, per Paolo Veronese, ca. 1565 (Venècia, San Sebastiano)
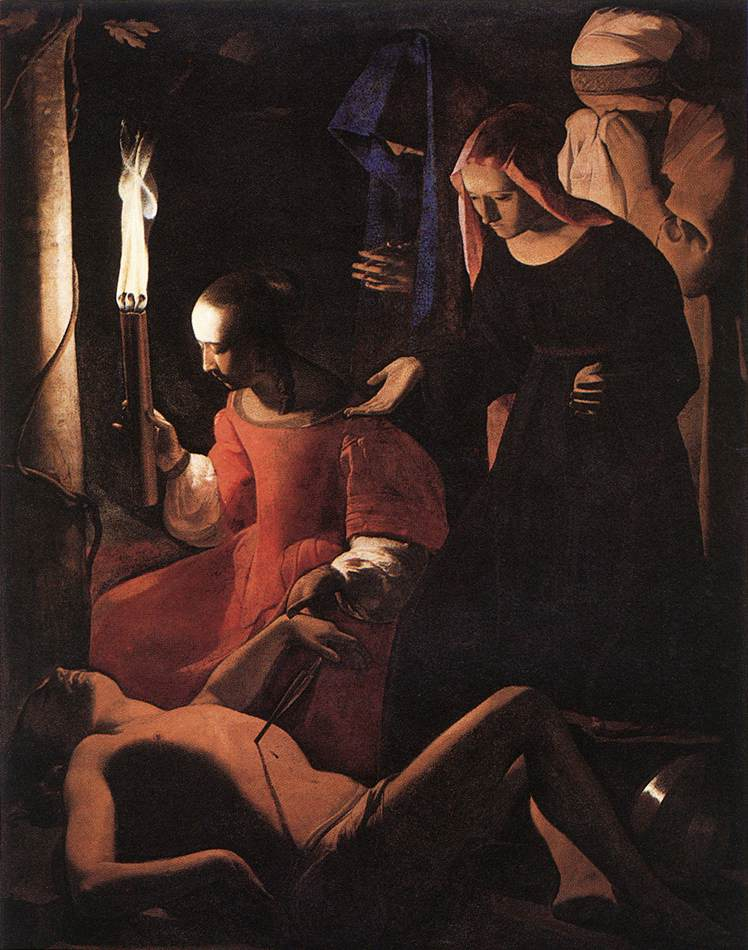
Santa Irene guarint Sant Sebastià, per Georges de La Tour (Gemäldegalerie (Berlín))
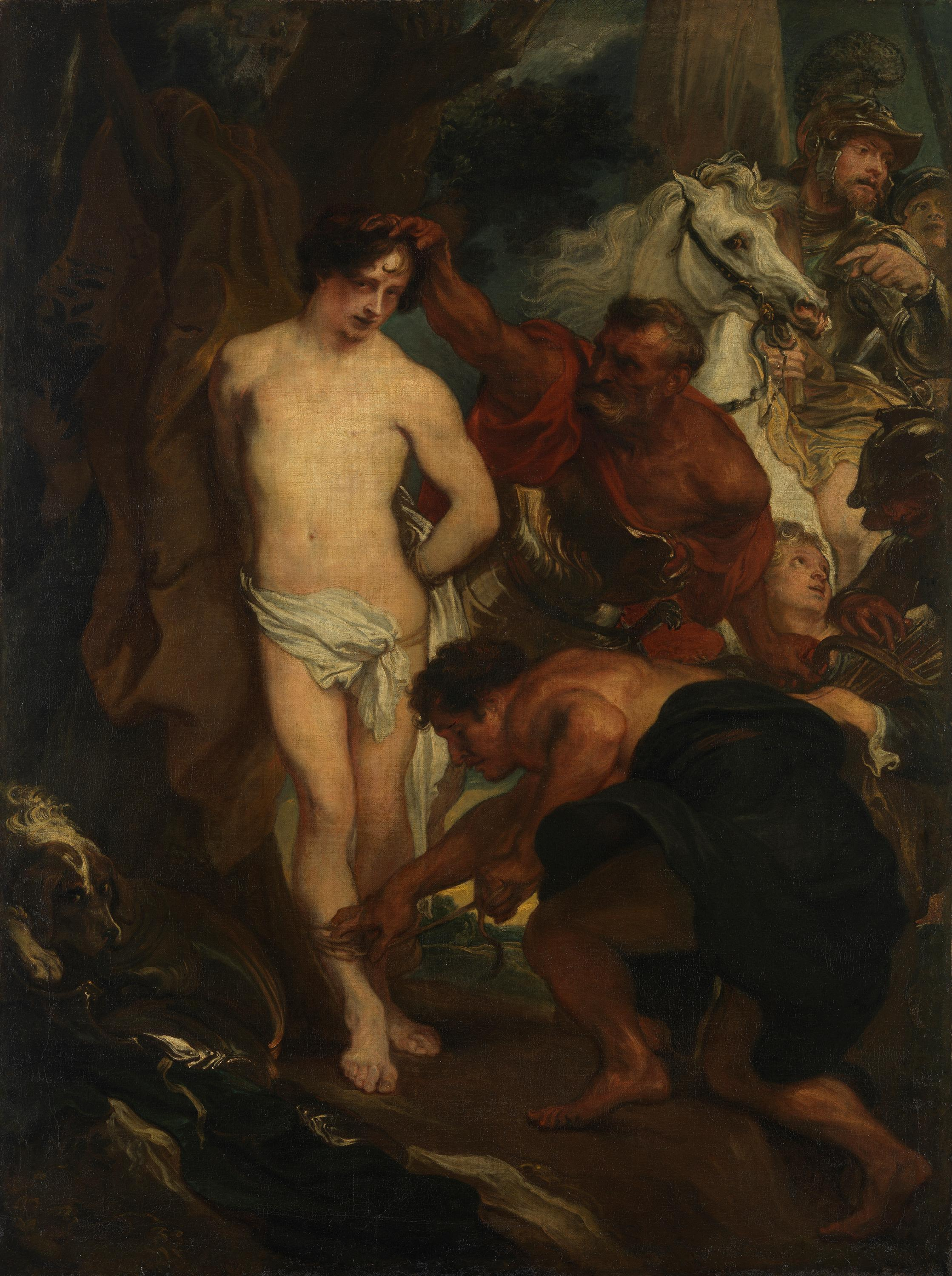
Pintura per Van Dyck (Múnic, Alte Pinakothek)

## Veneració
La festivitat de Sant Sebastià és celebrada el 20 de gener a les esglésies occidentals, i el 18 de desembre a les orientals.
D'acord amb el testimoni d'Ambròs de Milà, relatat en el seu salm 118, la veneració a sant Sebastià és molt antiga, car afirma que a la seva època, al segle iv,
era venerat a la ciutat de Milà. Així mateix, al costat del suposat 
lloc d'enterrament de Sebastià, a la secció de la Via Àpia a Roma, el 
367 va ser construïda la basílica de Sant Sebastià, on es van guardar les relíquies del sant, i que esdevingué un lloc de peregrinació molt popular durant l'edat mitjana; l'edificació actual fou completada el 1611, sota el patronatge del cardenal Scipione Borghese. L'any 826, part de les relíquies són traslladades a l'església de Saint Medard de la ciutat francesa de Soissons, que van convertir aquesta localitat en un nou centre del seu culte.
El crani es venera a la basílica dels Quattro Santi Coronati de Roma. Arreu d'Europa, durant l'edat mitjana i moderna va ser invocat com a advocat i protector contra la pesta. Això va fer que fos proclamat patró de moltes viles i ciutats que havien fet vot de fer-ho en ocasió d'alguna epidèmia. Barcelona, per exemple, va fer-ho al segle xvi, per la qual cosa sant Sebastià és un dels sants protectors de la ciutat, amb altres com sant Roc o sant Antoni Abat.
Sebastià és, o fou, una invocació popular contra la pesta i les epidèmies en general. Algunes pregàries conegudes al sant són la del 680 a Roma, la del 1575 a Milà i la del 1599 a Lisboa. Aquesta advocació de sant Sebastià com a protector contra les epidèmies és encara avui ben viva a la tradició del Pelegrí de Tossa de Mar, consistent en l'elecció d'un representant del municipi (el «Pare Pelegrí») que realitza a peu el trajecte fins a la capella de Sant Sebastià de Santa Coloma de Farners, cada 20 de gener, seguit de nombrosos acompanyants. Com a protector contra la pesta va esdevenir patró de Palma. Per la mateixa raó, es comptava entre els patrons menors de Barcelona.

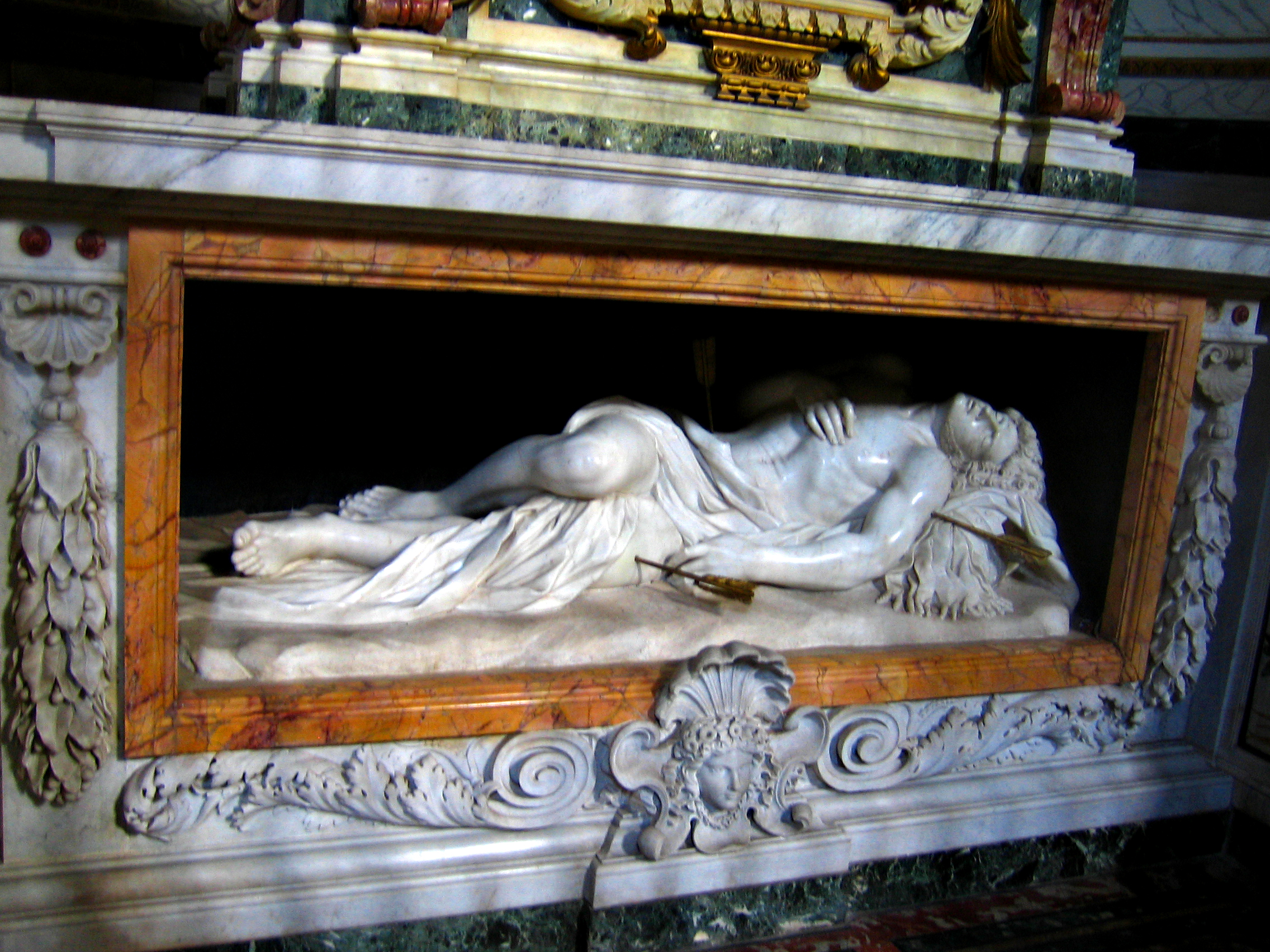
Altar de Sant Sebastià, sobre les catacumbes on va ser enterrat (Roma, San Sebastiano fuori le Mura)
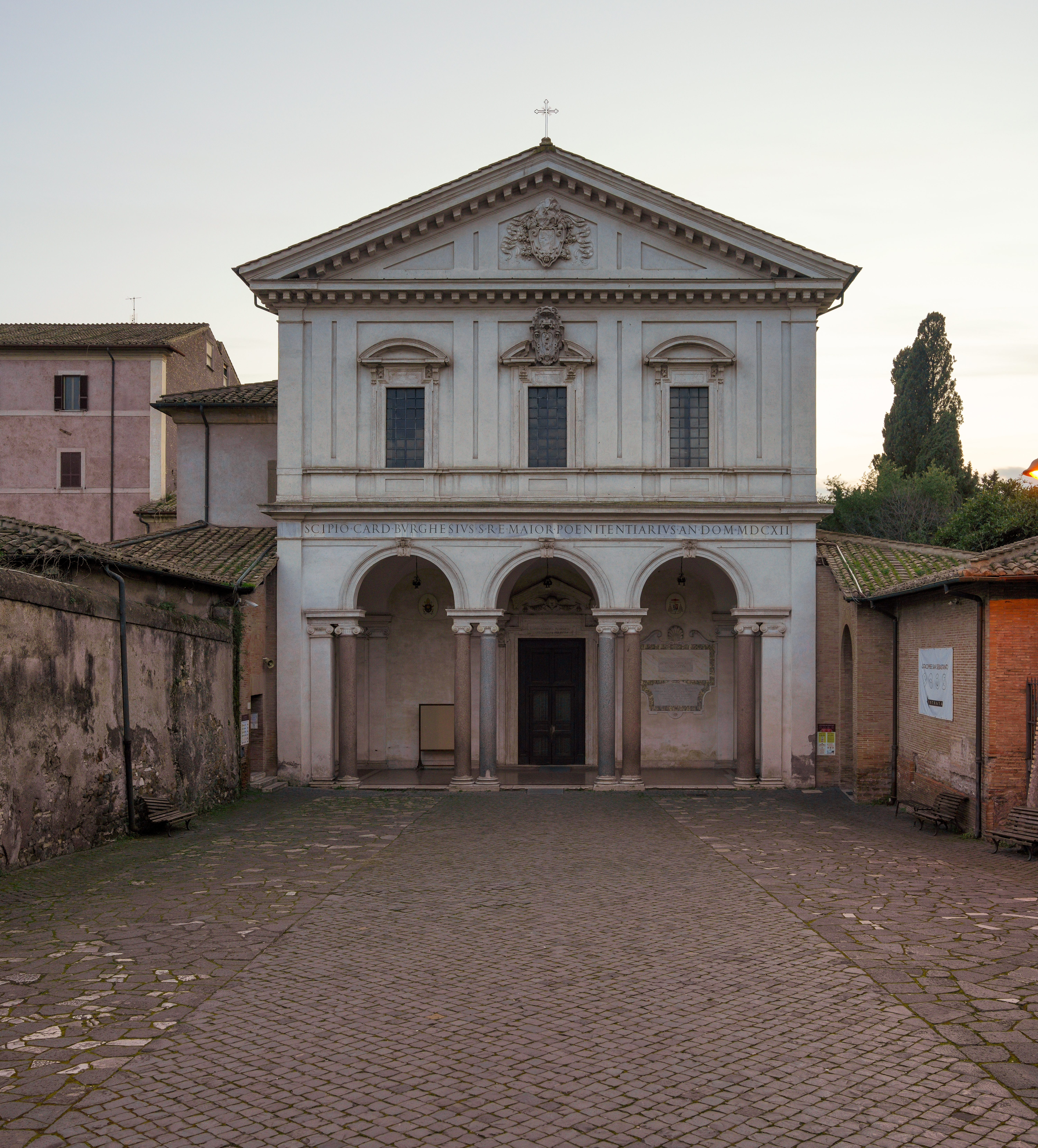
San Sebastiano fuori le mura
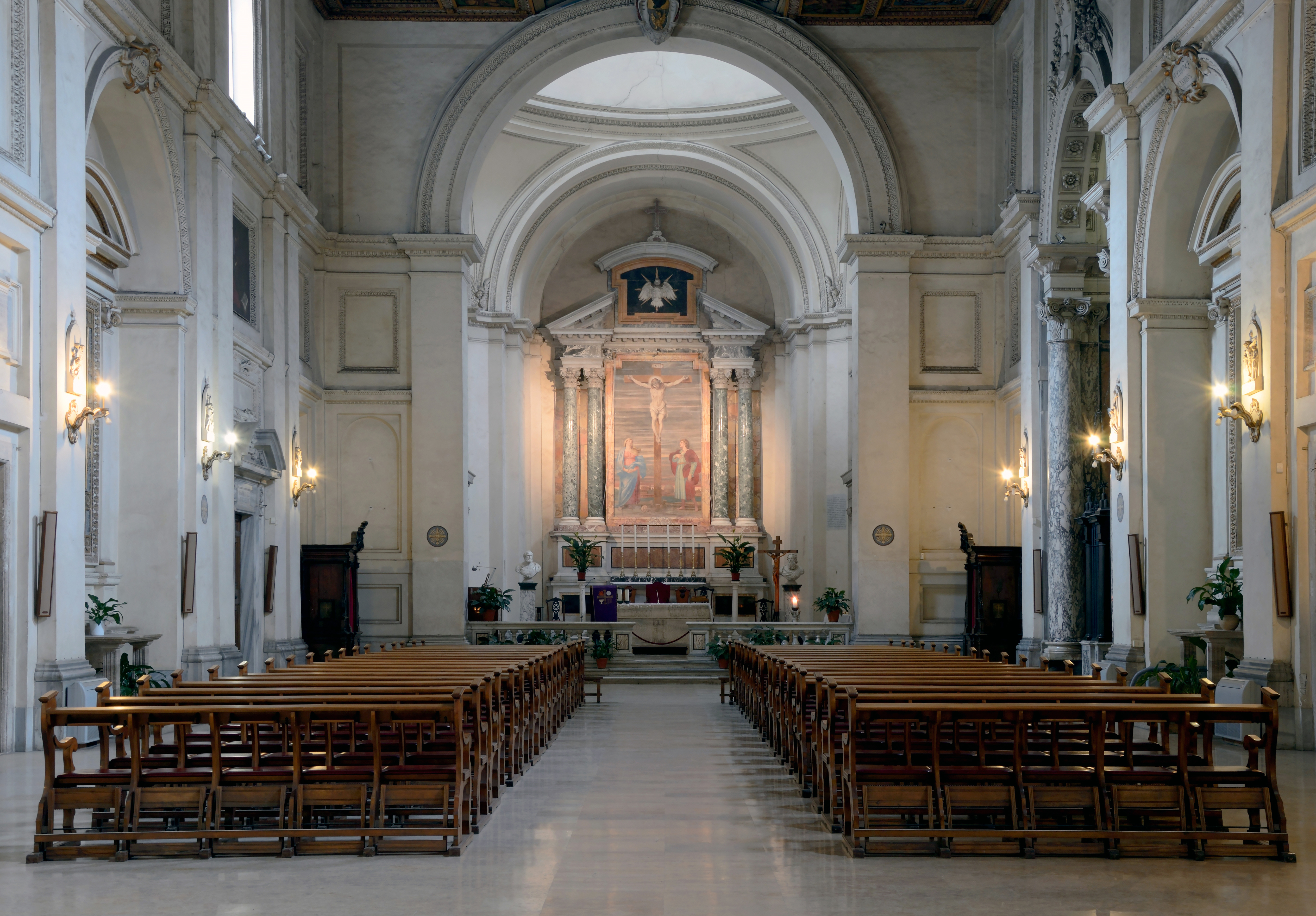
Interior de S. Sebastiano fuori le Mura
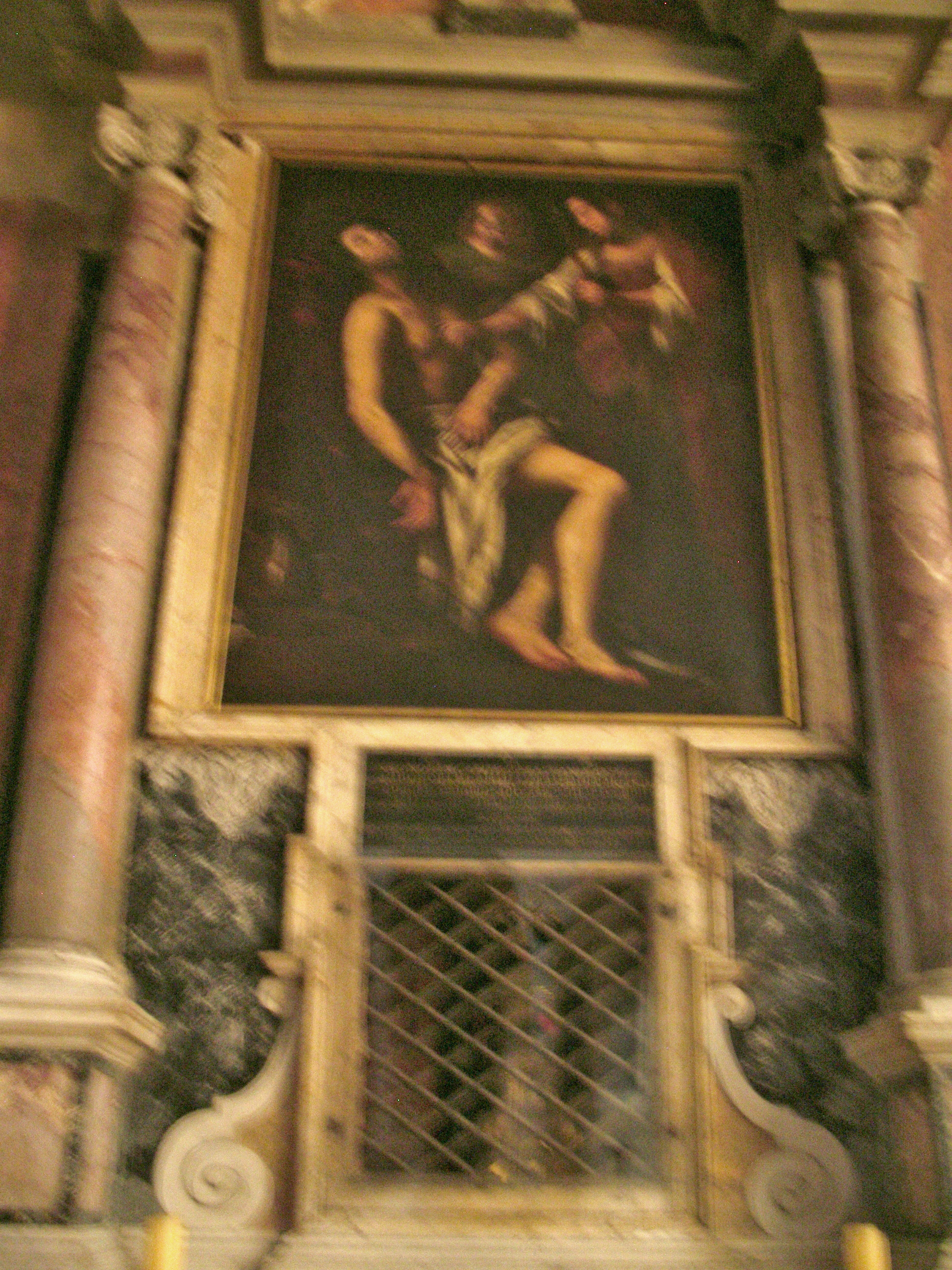
Altar del sant a Santi Quattro Coronati de Roma, on es conserva el crani del sant
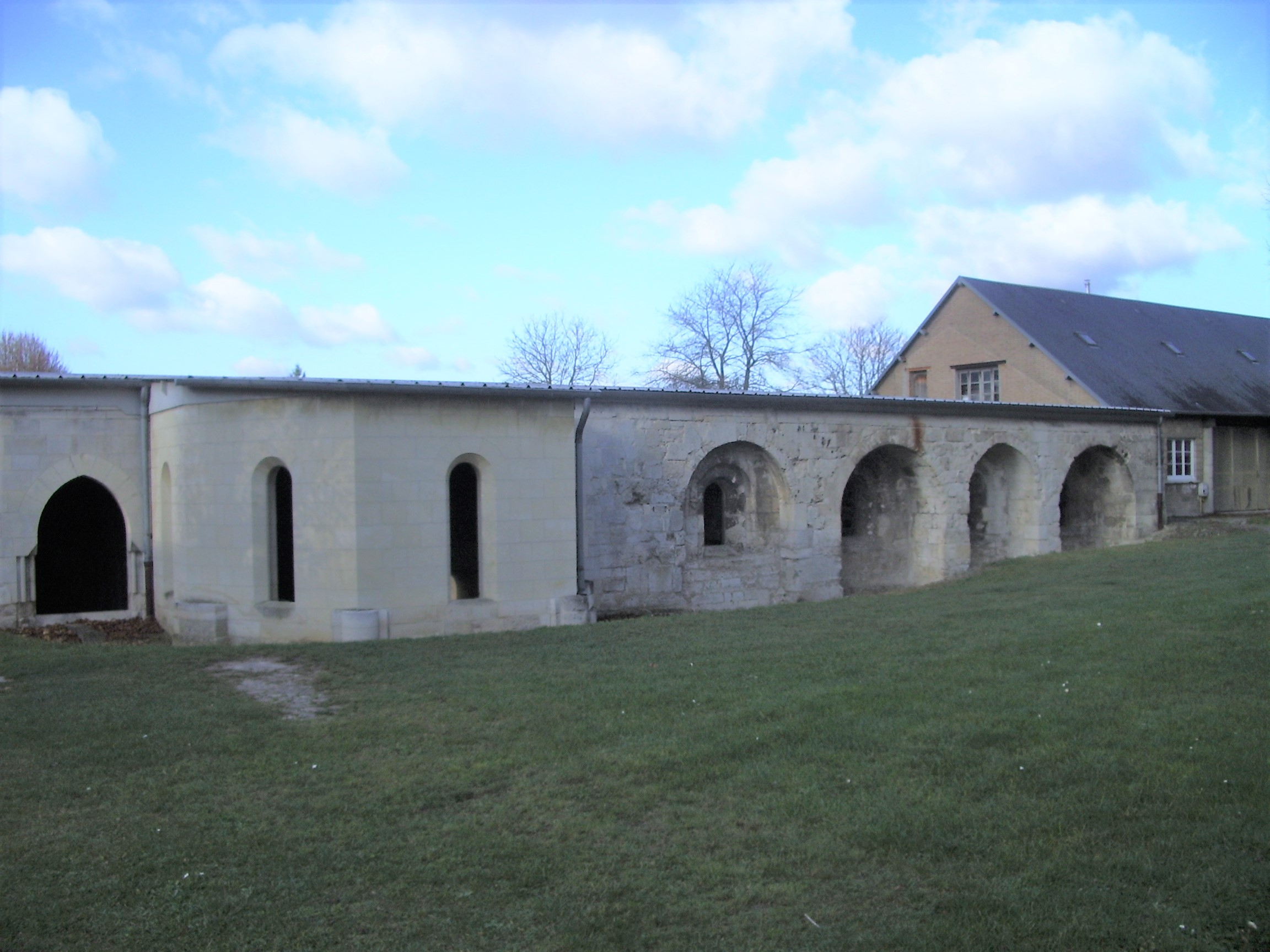
Ruines de Saint-Médard (Soissons, França), on una tradició situava la tomba del sant
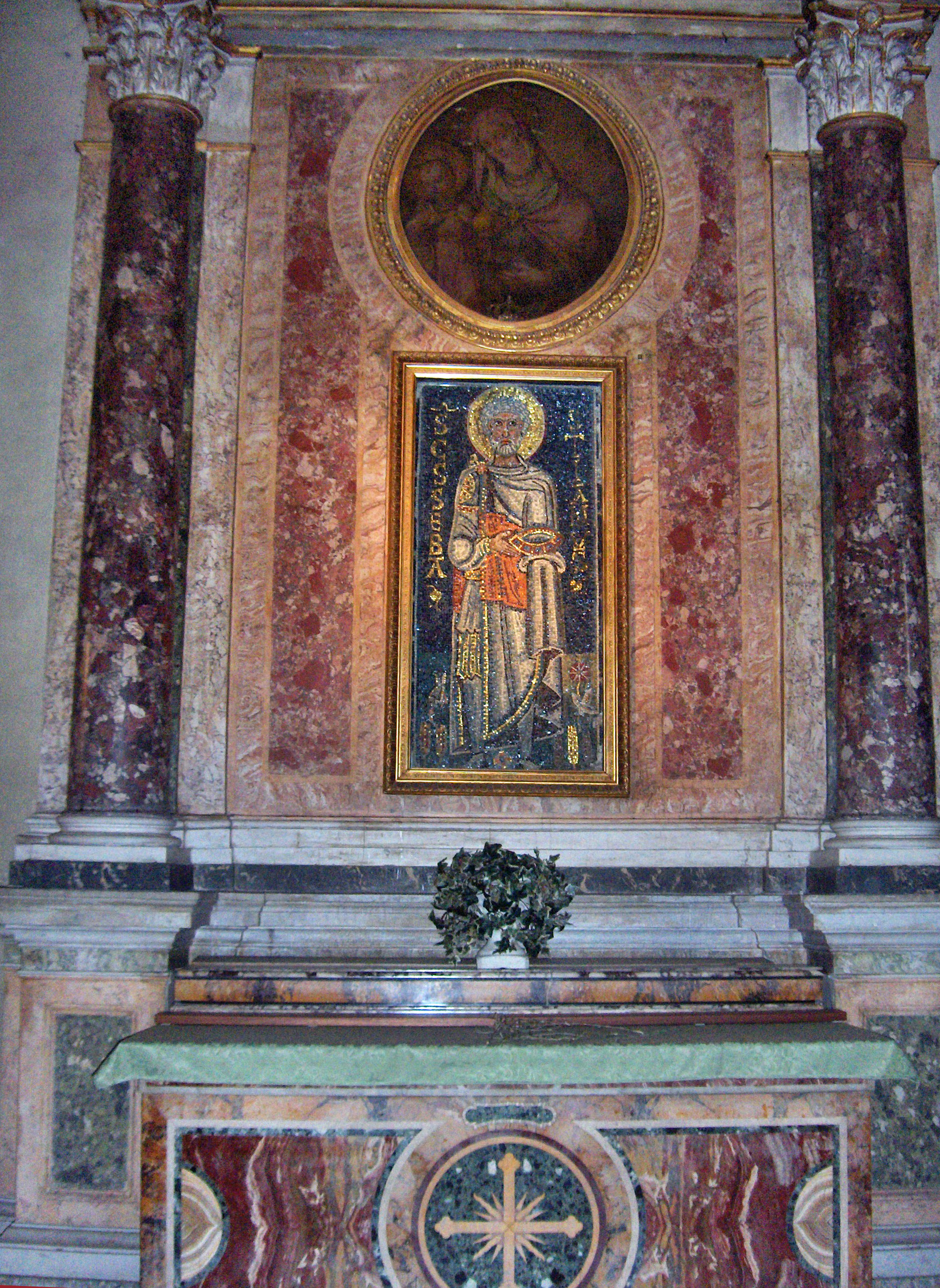
Mosaic de S. Sebastià, s. vii, on es representa com a tribú romà (Roma, S. Pietro in Vincoli)

### Veneració per la comunitat homosexual
El sant ha esdevingut una icona de la comunitat homosexual, hi ha hagut un veritable culte homoeròtic a la seva imatge artística, també 
literària, que ha sigut modelada per la tradició homosexual. La seva figura va viure una revitalització a principis del segle xx dins del moviment decadentista, que l'utilitzà com una icona de l'eròtica homosexual, de fet també fent una reivindicació artística de l'estètica pura i una forma de celebrar l'ambigüitat sexual i, fins i tot, hi ha un renovat interès pel que és eclesiàstic.
Els motius que van portar al reconeixement de la figura de 
sant Sebastià fou el potencial evocador i metafòric de la seva figura i martiri. Les representacions artístiques rememoren la bellesa clàssica, hi impera la puresa i l'harmonia; la bellesa masculina fou una de les reivindicacions del segle xx, n'és un exemple la pel·lícula de 1976 Sebastiane de Dereck Jarman, on reivindica la bellesa de l'home amb una mirada homosexual, que troba en el cos d'un altre home el plaer i el desig, defugint de les visions, de caràcter moral, polític i social, que mostraven l'homosexualitat com un cas clínic, fins i tot des dels sectors mèdics. El mateix martiri és
una metàfora de la força davant del sofriment, com Sebastià lluny de 
morir o de semblar esgotat, apareix usualment vigorós, quelcom que ha afavorit construccions de caràcter ideològic i artístic, de fet creant un sincretisme cultural i geogràfic entre la tradició i l'avantguarda, la religió i l'ateisme, la norma i l'heterodòxia. Hi ha artistes que fins i tot han recreat les seves vides en la simbologia homoeròtica del sant, un dels més és el japonès Yukio Mishima, conegut per haver retut culte al cos masculí. En el seu llibre primerenc Confessions d'una màscara, considerat autobiogràfic, el protagonista reconeix haver tingut la seva primera masturbació davant d'una imatge de sant Sebastià. La figura del sant va despertar l'interès
de molts altres artistes, com Federico García Lorca i Salvador Dalí, 
que intercanviaren papers i dibuixos sobre el màrtir romà (en resposta a la «Oda a Salvador Dalí» que Lorca li havia dedicat mesos abans, Dalí va batejar amb el títol de Sant Sebastià el que seria el seu primer gran escrit de potència lírica i filosòfica, tot dedicant-lo al poeta). Fins i 
tot va interessar a les dones, i serviria per reclamar la figura d'una 
santa Sebastiana sense prejudicis, mostrant trets de feminisme.
Popularment conegut com el sant protector i guaridor dels empestats, aquesta característica seva va ser extrapolada a la malaltia 
que ha sigut anomenada, curiosament, «la pesta del segle xx», és a dir la sida. Hi ha artistes que han explorat aquest vessant, i per 
l'homosexual Ron Athey ha utilitzat el mite del martiri en una performance, amb una visió totalment renovada i fins i tot una mica esgarrifosa, 
utilitzant el seu cos tatuat essent travessant per agulles 
hipodèrmiques, amb la seva sang infectada pel virus.
Per la seva banda, l'Església catòlica s'ha mantingut al 
marge, amb una actitud d'indiferència, no s'ha mostrat a favor ni en contra de la visió profana que ha adquirit el sant.

## Obres sobre la seva llegenda
El 1911, Claude Debussy va estrenar el misteri musical Le martyre de Saint Sébastian, amb llibret de Gabriele D'Annunzio, al Théâtre du Châtelet de París.
El 1944, Gian Carlo Menotti va estrenar el ballet Sebastian.
El 1976, Derek Jarman va dirigir la pel·lícula Sebastiane, on presentava el sant i els soldats que l'acompanyaven com a homosexuals.

## Iconografia
Se'l representa com un noi jove. Durant l'edat mitjana anava amb vestit indumentària luxosa que denotava la seva condició de guàrdia imperial o bé amb la clàmide militar dels grecs i els romans. A partir del Renaixement es va generalitzar la representació del seu primer martiri, on se'l veu nu, lligat a un tronc i amb diverses fletxes clavades en parts no vitals del cos. Sovint aquesta escena (nuesa i gestualitat actuant conjuntament) es llegeix en clau eròtica. Els atributs més característics de sant Sebastià són l'arc i les fletxes. A vegades, en la devoció popular, es presenta associat amb altres sants com sant Fabià (la festivitat del qual també es celebra el 20 de gener).
Obresː
- Retaule de Sant Jeroni, Sant Martí i Sant Sebastià, de Jaume Ferrer II. Cap a 1450. (MNAC)
- Predel·la del Retaule del Conestable, de Jaume Huguet. 1464-1465 (MUHBA)
- Martiri de Sant Sebastià, d'Alonso de Sedano. 1485. Catedral de Mallorca.
- Sant Fabià i Sant Sebastià, de Benedetto Bonfigli. Segle xv. (Museu de Montserrat)
- Retaule de sant Sebastià i santa Tecla. Segle xv. Catedral de Barcelona.
- Retaule de la Visitació. Segle xv. Catedral de Barcelona.
- Retaule de la Mare de Déu, sant Fabià i sant Sebastià, de finals del segle xv, procedent de Portaspana (Graus) i atribuït a Pere Garcia de Benavarri (Museu de Lleida)
- Bust reliquier de sant Sebastià, 1522 (Museu Diocesà i Comarcal de Solsona)
- Martiri de Sant Sebastià, pintura de Gregorio Lopes, 1536-1539 (Lisboa, Museu Nacional d'Art Antic)
- Imatge al peu del reliquier de Sant Fabià i Sant Sebastià, obra de Felip Ros. Segle xvii (MUHBA)
- Retaule de sant Sebastià, de Josep Tramulles, procedent de la capella de l'antic Hospital de Santa Caterina de Girona. Segle xvii (Museu d'Art de Girona)